# 太陽的孩子
《太陽的孩子》（阿美語：Wawa No Cidal）是一部於2015年上映的台灣電影，為台灣導演鄭有傑與勒嘎·舒米聯合編導，演員皆為原住民人士，女主角由歌手與主持人身分的阿洛·卡力亭·巴奇辣擔綱，阿洛初次演出便在第52屆金馬獎入圍最佳新人獎。而曾在電影《賽德克·巴萊》有精湛演出的徐詣帆則在片中有特別演出。
《太陽的孩子》於2015年7月4日在台北電影節首映，並在台北電影獎獲得觀眾票選獎。於第52屆金馬獎入圍最佳改編劇本、最佳新人獎、最佳電影原創歌曲獎（《不要放棄》)，並由《不要放棄》獲得最佳電影原創歌曲。在國際獎項部分，則獲得CMS印度兒童國際影展最佳劇情長片首獎。

## 創作背景
該片劇情取材自導演勒嘎·舒米母親舒米.如妮（Sumi Dongi ）的故事。舒米是豐濱鄉港口村港口部落（Makotaay）阿美族人，由於部落青年人口外移，導致部落梯田荒廢，遭到觀光業者收購開發為海景民宿。舒米在34歲時返鄉，發起「花蓮石梯坪水梯田復育計畫」，偕同族人復耕梯田，並採取友善耕作的方式種植稻米，並以商品名「海稻米」進行銷售。

## 主要角色
| 角色   | 演員                                        | 族別     |
| ------ | ------------------------------------------- | -------- |
| Panay  | 阿洛·卡力亭·巴奇辣（Ado' Kaliting Pacidal） | 阿美族   |
| Nakaw  | 吳燕姿（Dongi Kacaw）                       | 阿美族   |
| Sera   | 林嘉均（Rahic Gulas）                       | 阿美族   |
| 阿公   | 許金財（Kaco Lekal）                        | 阿美族   |
| 劉聖雄 | 徐詣帆（Bokeh Kosang）                      | 太魯閣族 |

## 獎項
| 頒獎典禮                          | 獎項                                      | 受獎者             | 結果 |
| --------------------------------- | ----------------------------------------- | ------------------ | ---- |
| 第十七屆台北電影節                | 觀眾票選獎                                | 《太陽的孩子》     | 獲獎 |
| 第5屆社會公義獎                   | 社會公義電影獎                            | 《太陽的孩子》     | 獲獎 |
| 第52屆金馬獎                      | 最佳新演員                                | 阿洛·卡力亭·巴奇辣 | 提名 |
| 第52屆金馬獎                      | 最佳改編劇本                              | 鄭有傑、勒嘎·舒米  | 提名 |
| 第52屆金馬獎                      | 最佳電影原創歌曲獎                        | 舒米恩〈不要放棄〉 | 獲獎 |
| 第46屆印度國際影展（ICFT-UNESCO） | 聯合國教科文組織費里尼獎（Fellini Award） | 《太陽的孩子》     | 提名 |
| 2016台灣國際兒童影展              | 台灣獎                                    | 《太陽的孩子》     | 提名 |
| 第8屆印度CMS國際兒童影展          | 最佳劇情長片                              | 《太陽的孩子》     | 獲獎 |
| 第27屆金曲獎                      | 最佳年度歌曲                              | 舒米恩〈不要放棄〉 | 獲獎 |

## 外部連結
- 太陽的孩子的Facebook專頁
- 《太陽》老人護土觸景 鄭有傑同聲哭（页面存档备份，存于），中時電子報